# Ivano Balić
Ivano Balić (* 1. April 1979 in Split, SR Kroatien, SFR Jugoslawien) ist ein ehemaliger kroatischer Handballspieler. Der zentrale Rückraumspieler wurde 2003 und 2006 zum Welthandballer gewählt. Von Journalisten wurde er wahlweise als „Ronaldinho des Handballs“ oder „Mozart des Handballs“ bezeichnet, war bekannt für seine verdeckten Unterarmwürfe sowie Pässe ohne Blickkontakt, wurde als bisher einziger Nationalspieler fünf Mal in Folge als MVP bei einem Handball-Großereignis gewählt und gilt gemeinhin als einer der besten Spieler der Handballgeschichte.

## Werdegang

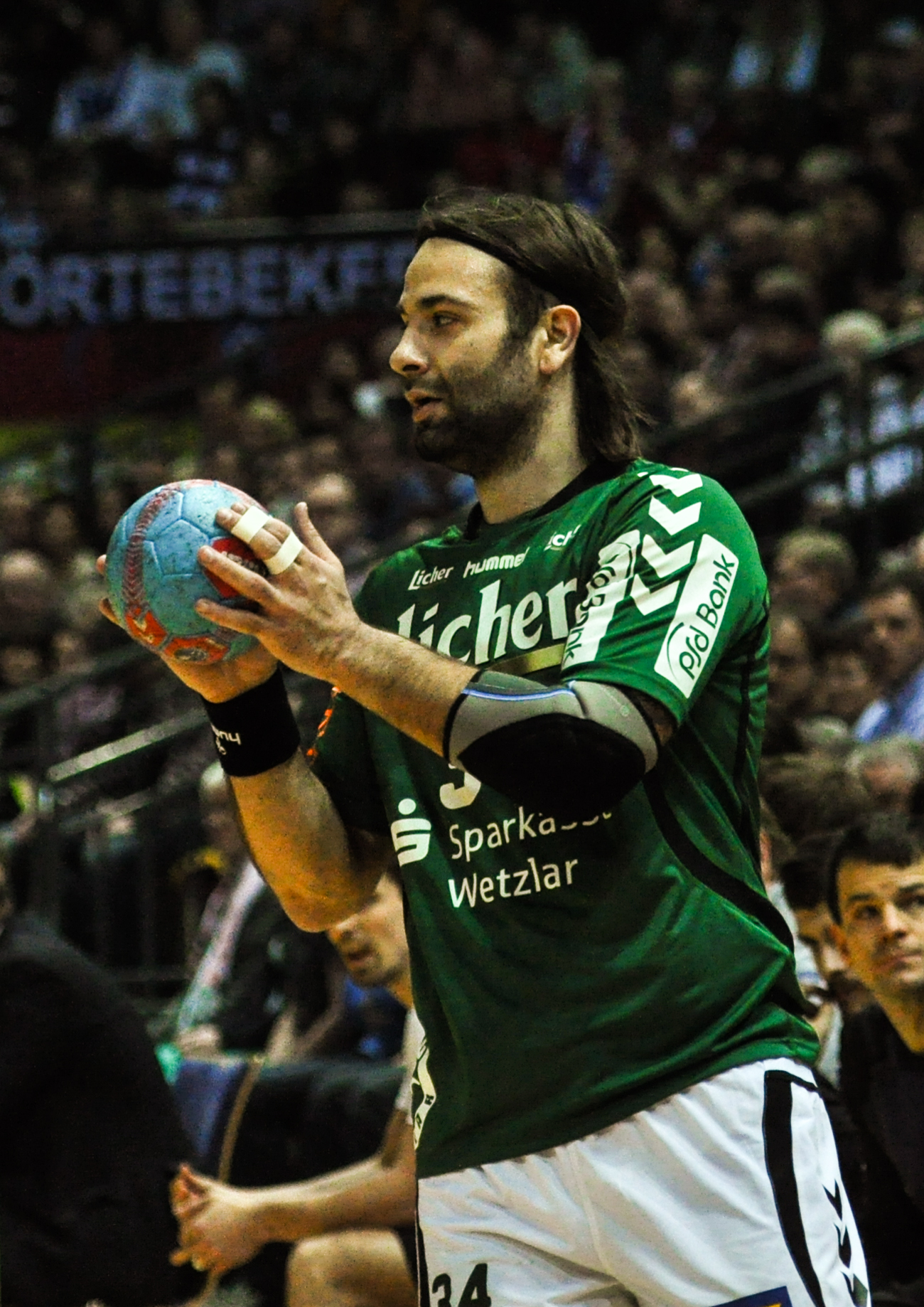
Ivano Balić 2014 im Trikot der HSG Wetzlar

Ivano Balić begann seine sportliche Karriere beim Basketball; lange Jahre trainierte er bei Jugoplastika Split. Er entschied sich jedoch für den Handball und begann seine Karriere beim Verein RK Split. Seine zweite Station war ab 2001 RK Metković, damals zweitstärkster Verein der kroatischen Handballliga. In der Saison 2001/02 gewann er den kroatischen Pokal und die Meisterschaft, diese wurde jedoch nachträglich dem RK Zagreb zugesprochen. Von Metković wechselte er 2004 zum spanischen Club Portland San Antonio. Mit den Männern aus Pamplona gewann er 2005 die spanische Meisterschaft und stand 2006 im Finale der EHF Champions League. 2008 kehrte er nach Kroatien zurück, wo er sich Serienmeister RK Zagreb anschloss. Mit der Mannschaft gewann er von 2009 bis 2012 viermal die kroatische Meisterschaft und den Pokal. 2010 war er für den katarischen al-Sadd Sports Club aktiv. Ende Juni 2012 lief sein Vertrag mit RK Zagreb aus.
Kurz vor dem Saisonstart 2012/13 schloss er sich Atlético Madrid an, mit dem er 2012 den Super Globe und den spanischen Königspokal gewann. Nachdem Atlético Madrid im Sommer 2013 Insolvenz angemeldet hatte, wechselte Balić im August 2013 zum deutschen Bundesligisten HSG Wetzlar. Sein Vertrag wurde im Mai 2014 um ein Jahr bis Juni 2015 verlängert. Nach der Saison 2014/15 beendete er seine Karriere.
Seit dem 1. Juli 2015 ist er beim kroatischen Handballverband als Koordinator für den kroatischen Männerhandball tätig.

## Nationalmannschaft

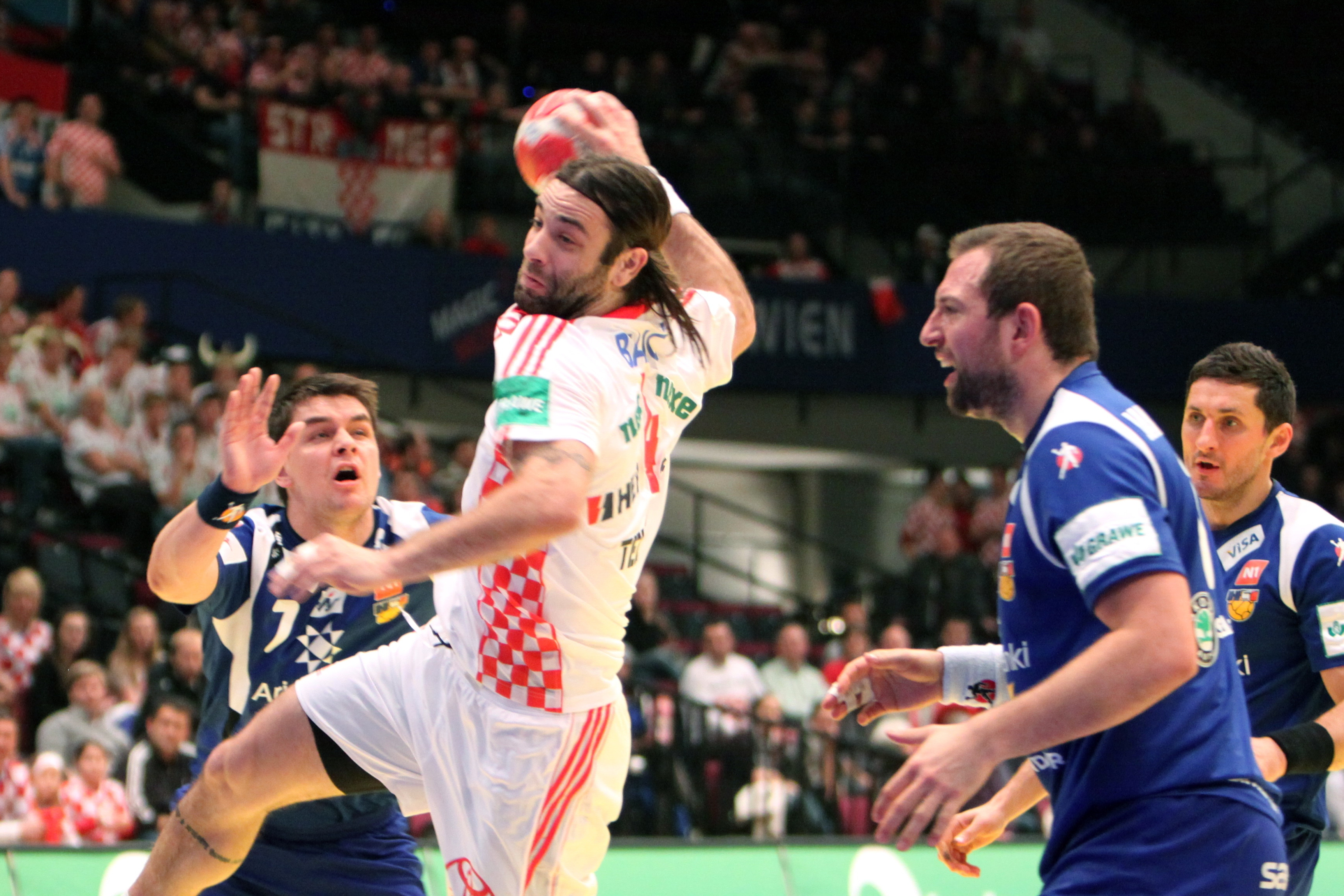
Ivano Balić bei der Handball-EM 2010

Balić war im Angriff als Führungsspieler der Kopf der Mannschaft. Von 2003 bis 2012 erreichte er mit der kroatischen Nationalmannschaft bei zehn internationalen Meisterschaften mindestens das Halbfinale. Zur Weltmeisterschaft 2013 wurde er nicht ins Aufgebot berufen. Bis zum 12. August 2012 bestritt Balić 198 Länderspiele, in denen er 535 Tore erzielte.

## Erfolge
im Verein
- Kroatischer Meister 2009, 2010, 2011 und 2012
- Kroatischer Pokalsieger 2002, 2009, 2010, 2011 und 2012
- Spanischer Meister 2005
- Spanischer Königspokalsieger 2013
- Super Globe 2012

in der Nationalmannschaft
- WM in Portugal 2003: Platz 1 (Gold)
- EM in Slowenien 2004: Platz 4
- Olympische Spiele in Athen 2004: Platz 1 (Gold)
- WM in Tunesien 2005: Platz 2 (Silber)
- EM in der Schweiz 2006: Platz 4
- EM in Norwegen 2008: Platz 2 (Silber)
  - Torschützenkönig zusammen mit Lars Christiansen und Nikola Karabatić
- WM in Kroatien 2009: Platz 2 (Silber)
- EM in Österreich 2010: Platz 2 (Silber)
- EM in Serbien 2012: Platz 3 (Bronze)
- Olympische Spiele in London 2012: Platz 3 (Bronze)

## Auszeichnungen
- Balić wurde 2003 und 2006 zum Welthandballer gewählt.
- In den Jahren 2004, 2006, 2007, 2008 und 2010 wurde er zu Kroatiens Handballer des Jahres gewählt.[16]
- Mitglied der Hall of Fame der Europäischen Handballföderation seit 2023[17]
- Er ist der einzige Handballspieler, der fünf Mal in Folge bei einem Handball-Großereignis zum MVP (Most Valuable Player) gewählt wurde:
  - EM in Slowenien 2004
  - Olympia in Athen 2004
  - WM in Tunesien 2005
  - EM in der Schweiz 2006
  - WM in Deutschland 2007
- Bei der EM in Norwegen 2008 wurde er zum besten Spielmacher des Turniers gewählt

## Bundesligabilanz
| Saison    | Verein      | Spielklasse | Spiele | Tore | 7-Meter | Feldtore |
| --------- | ----------- | ----------- | ------ | ---- | ------- | -------- |
| 2013/14   | HSG Wetzlar | Bundesliga  | 23     | 40   | 0       | 40       |
| 2013–2014 | gesamt      | Bundesliga  | 23     | 40   | 0       | 40       |